# بدژیخ شیبال
بدژیخ شیبال (چکی: Bedřich Schejbal؛ ۱۸۷۴ – نامشخص) شمشیرباز اهل بوهم بود.
وی در مسابقات کشوری و بین‌المللی در مجموع برندهٔ ۱ مدال برنز شده‌است.